# Король, Пётр Кондратьевич
Пётр Кондратьевич Король (укр. Петро Кіндратович Король; 2 января 1941, Бреды, Челябинская область — 2 июля 2015, Львов) — советский тяжелоатлет, олимпийский чемпион 1976 года в категории до 67,5 кг. Чемпион мира, Европы и СССР, экс-рекордсмен мира.

## Биография
В спорт пришёл в 15 лет и через год стал самым молодым мастером спорта на Украине. Выступал за «Динамо» (Львов). Тренировался у Аркадия Речкемана. Первый тренер — Василий Боб.
Трёхкратный чемпион мира (1974, 1975, 1976). Чемпион Европы (1973). Чемпион СССР (1972). Установил 3 мировых и 8 всесоюзных рекордов. Трёхкратный серебряный призёр чемпионата СССР (1971, 1974, 1979). Победитель Спартакиады народов СССР. Обладатель Кубка СССР (1970 и 1971). Многократный чемпион Украинской ССР.
Из-за околоспортивных интриг он не попал на Олимпиаду в Мюнхене (1972). Для того, чтобы сохранить спортивную форму поехал на клубное первенство Центрального совета «Динамо» в Киев и одержал там победу с результатом 307,5 кг — с таким же результатом получил золото Игр-72 советский спортсмен Мухарбий Киржинов. Олимпийское золото он получил в 35 лет, являясь дебютантом советской команды и одновременно самым старшим её представителем. Его основной соперник, поляк Збигнев Качмарек, благодаря приему запрещенных препаратов поднял 305 кг в сумме двоеборья, столько же, сколько и Король. Из-за того что поляк был легче на 50 граммов, ему и присудили победу. Однако после проверки допинг-проб в Женеве чемпионом объявили советского спортсмена.
Установил 3 мировых и 9 всесоюзных рекордов;
После завершения своей спортивной карьеры работал тренером-инструктором в физкультурно-спортивном обществе «Динамо» во Львове.

## Награды и звания
- Заслуженный мастер спорта СССР (1973).
- Награждён медалью «За трудовую доблесть» (1976) и Грамотой президента Украины (2002).